# Tuffi ai Giochi della XXXI Olimpiade - Trampolino 3 metri sincro maschile
La gara dei tuffi dal trampolino 3 metri sincro maschile dei Giochi olimpici di Rio de Janeiro 2016 è stata disputata il 10 agosto a partire dalle ore 16:00 (UTC-3). Vi hanno partecipato otto coppie di atleti provenienti da altrettante nazioni. La gara si è svolta in un unico turno di finale in cui ogni coppia ha eseguito una serie di sei tuffi.
La competizione è stata vinta dai britannici Christopher Mears e Jack Laugher, mentre l'argento e il bronzo sono andati rispettivamente agli statunitensi Sam Dorman e Michael Hixon e ai cinesi Cao Yuan e Qin Kai.

## Risultati
| Pos. | Nazione       | Atleti                           | Tot.   | T1    | T2    | T3    | T4    | T5    | T6    | Ord. |
| ---- | ------------- | -------------------------------- | ------ | ----- | ----- | ----- | ----- | ----- | ----- | ---- |
| 1    | Gran Bretagna | Christopher Mears Jack Laugher   | 454,32 | 52,80 | 53,40 | 84,66 | 85,68 | 86,58 | 91,20 | 5    |
| 2    | Stati Uniti   | Sam Dorman Michael Hixon         | 450,21 | 50,40 | 50,40 | 85,68 | 87,15 | 78,54 | 98,04 | 3    |
| 3    | Cina          | Cao Yuan Qin Kai                 | 443,70 | 54,00 | 54,00 | 79,56 | 82,62 | 90,30 | 83,22 | 7    |
| 4    | Germania      | Stephan Feck Patrick Hausding    | 410,10 | 52,80 | 51,60 | 80,19 | 74,55 | 69,36 | 81,60 | 1    |
| 5    | Messico       | Jahir Ocampo Rommel Pacheco      | 405,30 | 51,00 | 50,40 | 82,62 | 69,30 | 74,46 | 77,52 | 2    |
| 6    | Italia        | Andrea Chiarabini Giovanni Tocci | 395,19 | 52,80 | 51,00 | 80,58 | 64,98 | 70,35 | 75,48 | 4    |
| 7    | Russia        | Evgenij Kuznecov Il'ja Zacharov  | 385,17 | 53,40 | 51,60 | 76,50 | 62,01 | 63,00 | 78,66 | 6    |
| 8    | Brasile       | Ian Matos Luiz Felipe Outerelo   | 332,61 | 48,60 | 28,80 | 61,38 | 66,33 | 70,38 | 57,12 | 8    |